# Nuestro amor (álbum)
Nuestro amor es el segundo álbum de estudio del grupo pop mexicano RBD. Fue lanzado a la venta el 22 de septiembre de 2005 en México. El 4 de octubre de 2005 se lanza en los Estados Unidos.
El álbum pertenece a los géneros pop y pop latino, con estilos rítmicos y melódicos. En el 2006, el álbum fue nominado en los Grammy Latinos como mejor álbum vocal pop dúo o grupo. La banda mexicana grabó una versión especial para Brasil con todos los temas en portugués, el álbum fue lanzado el 22 de mayo de 2006, y titulado Nosso amor rebelde.
En Estados Unidos el disco a la primera semana de haber salido, se posicionó en el primer puesto del Billboard Latin Pop Albums y del Billboard Top Latin Albums —donde vendió más de 100 000 copias—. El disco se posicionó en las listas de España y México —donde vendió 160 000 y 200 000 copias respectivamente, siendo certificado triple y doble disco de platino—.
Como parte de la promoción, a partir de agosto de 2005 fueron lanzados cuatro sencillos. El 25 de agosto de 2005 se lanza el primer sencillo, titulado «Nuestro amor», al igual que el álbum, interpretada en los Premios TvyNovelas. El 18 de noviembre de 2005 se lanza el segundo sencillo, «Aún hay algo» siendo interpretada en los Latin Billboard Awards. El tercer sencillo, «Tras de mí» el cual no contó con video musical pero contó con una gran aceptación por parte del público, fue interpretado en la séptima entrega de los Grammy Latinos. El cuarto y último sencillo del álbum se titula «Este corazón», nominada como canción corta-venas en los Premios Juventud.

## Producción y lanzamiento

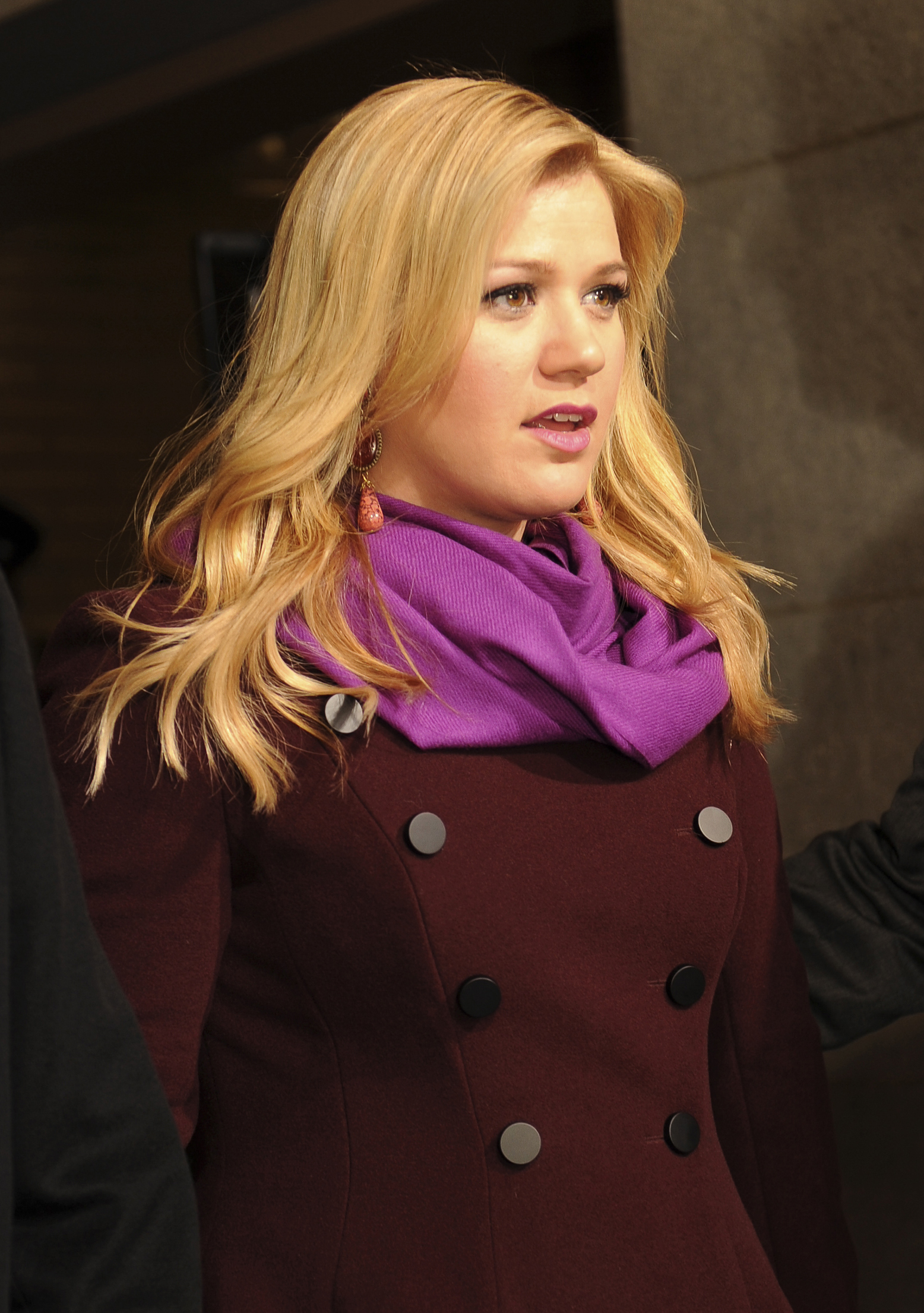
El tema «Me voy» es la traducción del sencillo «Gone» de la cantante Kelly Clarkson.

Luego de lanzar su primer álbum en vivo, titulado Tour Generación RBD en vivo el 19 de julio de 2005, deciden lanzar su segundo álbum de estudio. El álbum fue lanzado el 22 de septiembre de 2005 en México y el 4 de octubre de 2005 en Estados Unidos.
Fue producido por Armando Ávila, Max di Carlo, Carlos Lara y Pedro Damián. En marzo de 2006 se lanza la edición diamante del disco que contiene contenido interactivo y la canción «Quando o amor acaba».
El 11 de noviembre de 2006 lanzan un pack navideño que incluía el álbum Nuestro amor más un documental inédito sobre la faceta desconocida de la banda, titulado ¿Qué hay detrás de RBD?, el pack incluía también merchandising del grupo, tales como una pulsera oficial de madera, un colgante para el móvil y una bufanda.
El álbum contiene el tema «Me voy», cover traducido al español de la canción «Gone» de la cantante estadounidense Kelly Clarkson. El tema «Feliz Cumpleaños» es la versión en español del tema «Happy worst day» de la cantante sueca Mikeyla. Ambas canciones fueron interpretadas en inglés e incluidas en el álbum Rebels. El tema «Una canción» es un cover de la banda colombiana Los de Adentro del año 1998 de su primer álbum de estudio "Los de Adentro".
El 22 de mayo de 2006 se lanzó la versión en portugués del álbum, titulado Nosso Amor Rebelde.

## Promoción

### Sencillos

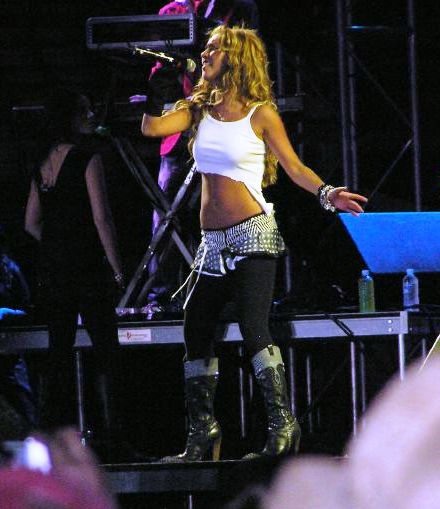
Anahí interpretando en el Reventon Superestrella.

El 17 de agosto de 2005 se dio a conocer el primer sencillo, homónimo al disco «Nuestro amor», utilizado como banda sonora en la segunda temporada de la novela Rebelde. En 2006 se grabó la versión en inglés de la canción titulada «This is love» y la versión en portugués «Nosso amor», incluidas en los álbum Rebels y Nosso Amor Rebelde, respectivamente. El video musical del sencillo se filmó en Pedregal, México, y fue dirigido por Amin Azali.
El 18 de noviembre de 2005 se lanzó el segundo sencillo del álbum, «Aún hay algo». En julio de 2006, se lanza la versión en portugués «Venha de novo o amor», incluida en la versión en portugués del álbum titulado Nosso Amor Rebelde. En 2006, la canción ganó el premio a la más pegajosa en Premios Juventud. Debutó en el noveno puesto del Billboard Latin Pop Songs, y en el puesto veinticuatro del Billboard Hot Latin Songs.
El tercer sencillo del álbum fue «Tras de mí», lanzado el 23 de enero de 2006. Si bien la canción no contó con video musical fue muy exitosa entre la juventud. En septiembre de 2006 se lanza en Brasil su versión en portugués, titulada «Atrás de mim». Se interpretó el tema en la séptima entrega de los Grammy Latinos.
El cuarto y último sencillo del álbum fue «Este corazón» lanzado el 6 de marzo de 2006, y en noviembre del mismo año en portugués, titulada «Esse coração», solo utilizado en la tercera temporada de Rebelde. La canción ganó el premio a canción corta-venas en los Premios Juventud.

### Tour
La gira titulada, Nuestro Amor Tour, comenzó el 21 de enero de 2006 en Los Ángeles, Estados Unidos, en el Theather Pantages donde se grabó el CD/DVD Live in Hollywood.
En 2006 fueron vendidas 694 655 entradas, de acuerdo con "North American Shows worth" un valor total de $23 600 000, alcanzando a vender mundialmente 749 485 entradas, llegando a ocupar el puesto catorce de los conciertos más vendidos mundialmente del año 2006.
Se realizó un tour por Estados Unidos, llenando desde el Madison Square Garden de Nueva York hasta el American Airlines Arena de Miami, regresando después al Coliseo para encabezar un festival de radio. El show otorgado en el estadio de Los Angeles Memorial Coliseum fue filmado y transmitido por varios canal de televisión.
El 20 de septiembre de 2006 comenzó el tour promocional titulado "RBD Tour Brasil", que recorrió más de trece ciudad de dicho país. RBD regresó a Río de Janeiro en octubre para ser el primer artista de habla hispana en dar un concierto como artista principal en la historia del Estadio Maracaná, el más grande del mundo, ante 50 000 fanes. En este concierto, fue grabado el DVD titulado Live in Río.
El tour llegó a su fin el 14 de marzo de 2007 en el concierto otorgado en Corpus Christi, Estados Unidos. En 2007 ganan el premio Billboard Latin Music Awards como tour latino del año.

### Presentaciones en vivo
El 24 de febrero de 2005 se presentan en los Latin Billboard Awards interpretando su sencillo «Aún hay algo».
En 2005 se presentan en el programa mexicano "Otro rollo" interpretando «Nuestro Amor». El 17 de noviembre de 2005 se presentan en "El Evento 40" organizado por la estación Los 40 Principales 101.7 F.M. interpretando «Aún hay algo» y «Nuestro amor» transmitido por el canal de música Ritmoson. El 13 de noviembre de 2005 se presentan en un concierto de beneficencia en el Estadio Azteca interpretando «Aún hay algo» y «Nuestro amor». El 23 de febrero de 2006 presentan su tema «Nuestro amor» en la entrega de los Premio Lo Nuestro. El 13 de mayo de 2006 presentan su tema «Nuestro amor» en los Premios TvyNovelas.
En 2006 se presentan en el concierto EXA en Monterrey, interpretando su sencillo «Nuestro Amor». En 2006, la agrupación participó en el programa de MTV, Rock Dinner, que trata de relacionar más de cerca a los fanes con sus artistas favoritos, el grupo compartió una noche con una joven mexicana e interpretó el tema «Aún hay algo». En la edición de 2006 del "Walmart Soundcheck", un programa patrocinado por la red de tiendas Walmart para dar a conocer un álbum de lanzamiento, el grupo cantó la canción «Tras de mí», su sencillo oficial del álbum.
El 11 de abril de 2006 se vuelven a presentar en el programa mexicano "Otro rollo" interpretando «Que hay detrás» y «Este corazón». El 21 de abril de 2006 se presentan en la "Feria Tabasco" interpretando los sencillo «Aún hay algo», «Tras de mí», «Este corazón» y «Nuestro amor». El 15 de junio de 2006 se presentan en el concierto EXA en Monterrey interpretando sus sencillos «Aún hay algo», «Nuestro Amor» y «Este corazón». En julio de 2006 el grupo se presenta en el programa mexicano "Muevete" interpretando «Nuestro amor» y «Tras de mí».
En agosto de 2006 se presentan en el programa chileno "Mekano" interpretando «Nuestro amor» y «Aún hay algo». El 1 de octubre de 2006 durante su visita a Brasil se presentan en el programa "Domingo Legal" interpretando «Nuestro Amor» y «Aún hay algo». El 22 de octubre de 2006 se presentan en el concierto EXA en Guadalajara incluyendo «Nuestro amor», «Este corazón» y «Tras de mí».
El 2 de noviembre de 2006 interpretan el tema «Tras de mí» en la séptima entrega de los Grammy Latinos. El 14 de noviembre de 2006 se presentan en el programa estadounidense "Don Francisco Presenta" interpretando «Nuestro amor». El 21 de noviembre de 2006 se presentan en el programa mexicano "Otro rollo" interpretando «Tras de mí». En diciembre de 2006 se presentan en el Teletón México interpretando «Aún hay algo», «Así soy yo», «A tu lado», «Fuera», «Que fue del amor», «Me voy», «Nuestro amor» y «Este corazón». El 1 de febrero de 2008 se presentan en las festividades previas al "Super Bowl XLII" interpretando «Nuestro amor».

## Recepción

### Crítica
El álbum recibió críticas mixtas, Jason Birchmeier del sitio web Allmusic reseñó que la banda siguió la misma línea de éxito utilizada en su álbum debut, mencionando que en el álbum hay mucha más variedad de canciones, y una vez más con hits que se destacan tales como «Nuestro Amor» y «Este corazón», así como también «Feliz Cumpleaños» y «Aún hay algo». Argumenta que sin bien «Nuestro Amor corre un poco más que Rebelde (14 en lugar de 11 canciones) y es más estilísticamente diverso, carece de algunos de los encantos que su predecesor tenía en abundancia».

Jason Birchmeier, del sitio web Allmusic, sostuvo que Nuestro Amor corre mucho más y es más estilísticamente diverso que su antecesor álbum.

Joey Guerra del sitio Tower Records mostró fuerte críticas al álbum, refiriéndose a la agrupación como «plástica e inocua». Agregando que «las voces y las canciones son completamente indistinguibles e intercambiables. La instrumentación es brillante y mecánica a lo sumo, y el sonido de coros alegre suena como algo que escucho de un coro de secundaria mientras realiza las compras navideñas en el centro comercial».
Sarah Bardeen del sitio web Rhapsody muestra su agradó por el álbum y por la agrupación al argumentar que son terriblemente apuestos y que «se encontrará tocando la guitarra invisible con ellos». Los usuarios del sitio  MSN Music le dieron 4 estrellas y media.

### Desempeño comercial
En América del Norte, el álbum cosecha un gran éxito. El álbum ocupó el primer puesto del Mexican Albums Chart. Fue certificado como disco de platino a tan sólo siete horas de ser lanzado, por sus más de 127 000 copias vendidas en el país. Tras todo, fue certificado triple disco de platino y oro por la Asociación Mexicana de Productores de Fonogramas y Videogramas (AMPROFON), por la venta de 350 000 copias en el país. En Estados Unidos el álbum se posicionó en el primer puesto del Billboard Top Latin Albums y del Billboard Latin Pop Albums, finalmente en el Billboard 200 logró el puesto ochenta y ocho. Gracias a ello, la Recording Industry Association of America (RIAA) le otorgó triple disco de platino por la venta de 300 000 copias.
En Europa, el álbum tuvo una aceptable recepción. En España se posicionó en el tercer puesto Spanish Albums Chart, debutando en el sexto puesto y logrando 32 semanas en dicha lista. Productores de Música de España (PROMUSICAE) le otorgó triple disco de platino por sus 200 000 copias vendidas en el país.
En América del Sur y América Central, el álbum obtuvo una buena recepción desde su lanzamiento. En Brasil el álbum se posicionó en el primer puesto del Brazilian Albums Chart, y su versión en portugués en el puesto veintidós de las listas de ABPD. En Costa Rica el álbum recibió disco de oro por la venta de 5000 copias en el país. El Álbum ha vendido cerca de 12 millones de copias a nivel mundial siendo el álbum más vendido del grupo.

## Lista de canciones
- Edición estándar

| Nuestro amor |                        |                                                                |          |  |
| N.º          | Título                 | Escritor(es)                                                   | Duración |  |
| 1.           | «Nuestro amor»         | Guillermo Antonio Méndez Guiú y Emil Guillermo Méndez Carranza | 3:35     |  |
| 2.           | «Me voy»               | Kara DioGuardi, Maury Stern                                    | 3:25     |  |
| 3.           | «Feliz cumpleaños»     | Carlos Lara, Jade Ell, Mats Hedström                           | 2:58     |  |
| 4.           | «Este corazón»         | Armando Ávila                                                  | 3:30     |  |
| 5.           | «Así soy yo»           | Fernando Rojo                                                  | 3:08     |  |
| 6.           | «Aún hay algo»         | Carlos Lara, Karen Sokoloff                                    | 3:34     |  |
| 7.           | «A tu lado»            | Carlos Lara                                                    | 3:47     |  |
| 8.           | «Fuera»                | Mauricio Arriaga                                               | 3:38     |  |
| 9.           | «Que fue del amor»     | Armando Ávila                                                  | 3:44     |  |
| 10.          | «Qué hay detrás»       | Carlos Lara, Karen Sokoloff                                    | 3:17     |  |
| 11.          | «Tras de mí»           | Carlos Lara, Karen Sokoloff, Pedro Damián                      | 3:11     |  |
| 12.          | «Solo para ti»         | Mario Sandoval                                                 | 3:42     |  |
| 13.          | «Una canción»          | José Roberto Matera                                            | 3:43     |  |
| 14.          | «Liso, sensual»        | Karen Sokoloff, Polen Thomas                                   | 3:10     |  |
| 15.          | «Nuestro Amor» (video) |                                                                |          |  |
| 48:56        |                        |                                                                |          |  |

| Nuestro Amor - Edición Diamante |                                                                         |                                           |          |  |
| N.º                             | Título                                                                  | Escritor(es)                              | Duración |  |
| 14.                             | «Quando o amor acaba»                                                   | José Manuel Pérez Marino, Cláudio Rabello |          |  |
| 15.                             | «Nuestro amor» (Video)                                                  |                                           |          |  |
| 16.                             | «Una canción» (Versión estudio)                                         | José Roberto Matera                       |          |  |
| 17.                             | «Aún hay algo» (video)                                                  |                                           |          |  |
| 18.                             | «Bonus interactivo» (Fotos, videos, juegos, emoticonos, salvapantallas) |                                           |          |  |

## Nosso Amor Rebelde
El 22 de mayo de 2006, lanzan el segundo álbum en portugués, las canciones del álbum, excepto «Así soy yo» y «Me voy», fueron traducidas e interpretadas por el grupo en dicho idioma. El álbum se tituló "Nosso Amor Rebelde".
Se lanzaron 4 sencillos en Brasil, el primero titulado «Nosso amor», al igual que álbum. El segundo sencillo, lanzado en julio de 2006 se titula «Venha de novo o amor», el tercer sencillo se titula «Atrás de mim», lanzado a la venta en septiembre de 2006. El último sencillo del álbum fue lanzado en octubre de 2006 y se tituló «Esse coração».

### Sencillos
- «Nosso amor», primer sencillo en portugués, lanzado en noviembre de 2006.
- «Venha de novo o amor», segundo sencillo en portugués, lanzado en julio de 2006.
- «Atrás de mim», tercer sencillo en portugués, lanzado en septiembre de 2006.
- «Esse coração», cuarto y último sencillo en portugués, lanzado en octubre de 2006.

### Lista de canciones
1. "Nosso amor" (Memo Méndez Guiu, Emil "Billy" Méndez, Cláudio Rabello) – 3:34
2. "Feliz aniversário" (Jade Ell, Mats Hedstrôm, Cláudio Rabello) – 2:58
3. "Esse coração" (Armando Ávila, Cláudio Rabello) – 3:27
4. "Venha de novo o amor" (Carlos Lara, Karen Sokoloff,[32] Cláudio Rabello) – 3:34
5. "Ao seu lado" (Carlos Lara, Cláudio Rabello) – 3:47
6. "Fora" (Mauricio Arriaga, Cláudio Rabello) – 3:36
7. "O que houve com o amor?" (Armando Ávila, Cláudio Rabello) – 3:44
8. "O Que Há Por Trás?" (Carlos Lara, Karen Sokoloff, Cláudio Rabello) – 3:17
9. "Atrás de mim" (Carlos Lara, Karen Sokoloff, Pedro Damián, Cláudio Rabello) – 3:11
10. "Só para você" (Mario Sandoval, Cláudio Rabello) – 3:43
11. "Uma canção" (José Roberto Matera,[33] CJ Turbay Daccarett,[34] Cláudio Rabello) – 3:37
12. "Así soy yo" (Fernando Rojo) – 3:08
13. "Me voy" (Kara DioGuardi, Mauri Stern) – 3:25

## Posicionamiento y certificaciones

### Semanales
| País           | Chart      | Lista                  | Mejor posición |
| 2005-2006      | 2005-2006  | 2005-2006              | 2005-2006      |
| -------------- | ---------- | ---------------------- | -------------- |
| México         | AMPROFON   | Mexican Albums Chart   | 1              |
| España         | PROMUSICAE | Spanish Albums Chart   | 3              |
| Estados Unidos | Billboard  | Top Latin Albums       | 1              |
| Estados Unidos | Billboard  | Latin Pop Albums       | 1              |
| Estados Unidos | Billboard  | Billboard 200          | 88             |
| Brasil         | ABPD       | Brazilian Albums Chart | 1              |

| País   | Chart | Lista                  | Mejor posición |
| 2006   | 2006  | 2006                   | 2006           |
| ------ | ----- | ---------------------- | -------------- |
| Brasil | ABPD  | CD-TOP 40 Semanal ABPD | 22             |

### Anuales
| País           | Chart      | Lista               | Mejor posición |
| 2005-2006      | 2005-2006  | 2005-2006           | 2005-2006      |
| -------------- | ---------- | ------------------- | -------------- |
| Estados Unidos | Billboard  | Top Latin Albums    | 4              |
| Estados Unidos | Billboard  | Latin Pop Albums    | 1              |
| España         | PROMUSICAE | Top 50 Álbumes 2006 | 15             |
| España         | PROMUSICAE | Top 50 Álbumes 2007 | 32             |
| Brasil         | ABPD       | CD-TOP 20 2006      | 3              |

| País   | Chart | Lista               | Mejor posición |
| 2006   | 2006  | 2006                | 2006           |
| ------ | ----- | ------------------- | -------------- |
| Brasil | ABPD  | ABPD CD-TOP 20 2006 | 14             |

### Certificación
| País           | Organismo certificador | Certificación    | Ventas certificadas | Ref.                 |
| -------------- | ---------------------- | ---------------- | ------------------- | -------------------- |
| Brasil         | ABPD                   | 2x Platino       | 250 000             | [ 39 ] [ 40 ] [ 41 ] |
| Costa Rica     | -                      | Oro              | 5000                | [ 30 ] [ 42 ]        |
| Colombia       | ASINCOL                | 3x Platino       | 30 000              | [ 39 ]               |
| España         | PROMUSICAE             | 3x Platino       | 200 000             | [ 28 ]               |
| Estados Unidos | RIAA                   | 2x Platino       | 200 000             | [ 26 ]               |
| México         | AMPROFON               | 3x Platino + Oro | 350 000             | [ 43 ] [ 44 ]        |
| Rumania        | UFPR                   | Oro              | 10 000              | [ 45 ]               |

| País   | Organismo certificador | Certificación | Ventas certificadas | Ref.   |
| ------ | ---------------------- | ------------- | ------------------- | ------ |
| Brasil | ABPD                   | 2x Platino    | 250 000             | [ 39 ] |

## Créditos y personal

### Personal
Créditos por Nuestro amor:
| - Armando Ávila - Arreglos, compositor, ensamblaje, mixing, productor, grabación, dirección vocal - Pedro Damián - Productor ejecutivo - Max di Carlo - Arreglos, dirección, guitarra, teclados, productor, programación, realización - Camilo Lara - A&R, productor Ejecutivo - Carlos Lara - Arreglos, compositor, dirección, productor, realización - Güido Laris - Arreglos, grabación, dirección vocal - Amín Azali - Didjeridu, realización - Michkin Boyzo - Grabación, dirección vocal - Javier Calderón - Guitarra - René Cárdenas - Ingeniería de sonido - Marisol Alcelay - Marketing, Mánager de producción - Kara DioGuardi - Compositor - Jade Ell - Compositor - Olga Laris - Fotografía - Luis Luisillo Miguel - Productor asociado | - Kitaro Mizei - Ingeniería de sonido - Melissa Mochulske - A&R, Coordinación - Juan Carlos Moguel - Mixing, grabación, dirección vocal - Jorge González Montaut - Coordinación de producción - Miliano Paglino - Bajo sexto, Ingeniería de sonido - Andrew Rose - Asistente de producción - Mario Sandoval - Compositor - Kyle Sokoloff - Batería - Maury Stern - Compositor - Gibby Tyler - Guitarra - Carlos "Patato" Valdés - Grabación, dirección vocal - Rodolfo Vázquez - Masterización |

## Premios y nominaciones
El álbum Nuestro amor fue nominado en distintas ceremonias de premiación. A continuación, una lista con algunas de las candidaturas que obtuvo el álbum y los sencillos del disco:
| Año  | Premiación                   | Categoría                                | Resultado |
| ---- | ---------------------------- | ---------------------------------------- | --------- |
| 2006 | Premios Grammy Latinos       | Mejor álbum vocal pop dúo o grupo        | Nominados |
| 2006 | Billboard Latin Music Awards | Álbum pop latino del año - nuevo artista | Nominados |
| 2006 | Billboard Latin Music Awards | Álbum pop latino del año - dúo o grupo   | Nominados |
| 2006 | Premios Oye!                 | Solista o grupo pop latino               | Nominados |
| 2006 | Premios Juventud             | Me muero sin ese CD                      | Ganadores |
| 2006 | Premios Juventud             | Mi ringtone («Aún hay algo»)             | Ganadores |
| 2006 | Premios Juventud             | Mi ringtone («Nuestro amor»)             | Nominados |
| 2006 | Premios Juventud             | Canción corta-venas («Este corazón»)     | Ganadores |
| 2007 | Premio Lo Nuestro            | Grupo o dúo pop del año                  | Ganadores |

## Historial de lanzamiento
| País           | Fecha                    | Formato                                               | Discográfica |
| -------------- | ------------------------ | ----------------------------------------------------- | ------------ |
| México         | 22 de septiembre de 2005 | Edición estándar: CD, Descarga digital                | EMI          |
| Estados Unidos | 4 de octubre de 2005     | Edición estándar: CD, Descarga digital                | EMI          |
|                | 2 de marzo de 2006       | Nuestro Amor - Edición Diamante: CD, Descarga digital | EMI          |
| Brasil         | 22 de mayo de 2006       | Nosso Amor Rebelde: CD, Descarga digital              | EMI          |